# الموجر (تعز)
الموجر هي إحدى قرى الجمهورية اليمنية. تتبع جغرافيا لمحافظة تعز وإداريًا لمديرية الشمايتين. يبلغ تعداد سكانها 1727 نسمة حسب الإحصاء الذي أجري عام 2004.